# Contrôle automatisé des distances de sécurité
Cet article couvre le concept de contrôle automatisé des interdistances entre véhicules en France. Il s'agit d'un radar automatique non destiné au contrôle de vitesse.

## Histoire
Ce dispositif s'inscrit dans la continuité de la mise en place du contrôle-sanction automatisé des vitesses qui trouve ses fondements dans la loi du 12 juin 2003 renforçant la lutte contre la violence routière.
On se référera donc utilement à la section histoire des radars automatiques en France.

## Un enjeu sécuritaire[1]
Selon l’Observatoire National Interministériel de Sécurité Routière (ONISR), en 2002, plus de 5 000 personnes (107 tués et 5 037 blessés) ont été victimes d’une collision en chaîne sur l’ensemble du réseau routier, soit 14 par jour. Sur autoroute, 43 % des accidents résultent de collisions arrière ou en chaîne.
La distance de sécurité correspond à la distance parcourue par le véhicule pendant 2 secondes.
Un conducteur sur quatre ne respecte pas le temps inter-véhiculaire, et 7 % des conducteurs circulent à moins d’une seconde du véhicule qui les précède (sur l’ensemble des conditions de circulation). Dans des conditions de circulation dense, ce sont près de 60 % des conducteurs qui sont en infraction, dont près de un sur six qui circule à moins d’une seconde du véhicule qui précède.
Tout le monde est concerné : le conducteur comme les autres passagers du véhicule qui peuvent être stressés par des interdistances trop courtes. Car les conducteurs ne peuvent ni se reposer sur les qualités de freinage de leur véhicule (système anti-blocage ABS, pneumatiques…), ni sur leur prétendus réflexes ! Conjugué à une vitesse élevée, le non-respect des distances de sécurité peut mener à l’accident grave, voire mortel.
Cependant, l'articulation de ces deux éléments est moins simple qu'il n'y parait : une étude réalisée à ce sujet par l'INRETS et le CETE Haute-Normandie a montré que les collisions arrière survenaient surtout la nuit, avec un trafic faible et des temps intervéhiculaires élevés ; à l'inverse, de jour, durant les périodes de débit élevé où les temps intervéhiculaires sont les plus courts, les accidents de ce type sont moins fréquents. Au premier ordre, un temps intervéhiculaire faible n'est donc pas un facteur de risque à lui seul, et doit être associé à d'autres paramètres.

### Les tunnels
Après le dramatique incendie du tunnel du Mont-Blanc du 24 mars 1999, les règles ont été renforcées. La distance entre véhicules doit être de 150 mètres, 100 mètres dans les 500 derniers mètres (depuis 2002) ; cette distance est de 300 mètres pour un autobus derrière un 3,5 tonnes (depuis 2005), et interdiction de stationner et de s'arrêter dans le tunnel.

### Premières expérimentations
Depuis 2005, différentes expérimentations sont menées :
- Un système est utilisé dans le tunnel du Mont-Blanc, mais il n'est pas utilisé actuellement comme preuve de l’infraction par la gendarmerie, il sert simplement d'appui à la constatation de l'infraction en complément de la mesure à l'œil fondée sur les repères visuels placés sur la chaussée.

- Un autre système expérimental est installé sur l’autoroute A10 au Nord d'Orléans. Trois caméras, chacune située sous un pont au-dessus de chacune des trois voies, enregistrent le passage de chaque véhicule avec un degré de précision de l'ordre de quelques centièmes de seconde. À chaque dépassement de la distance de sécurité règlementaire, l’information « Trop près » apparaît sur un panneau à messages variables. Il n’y a donc pour l’instant pas d’activation de sanctions.

## Le processus
Pour l'instant, le processus n'est pas automatisé. À terme, il devrait être similaire à celui du contrôle-sanction automatisé des vitesses.
Voir : Radar automatique en France#Processus.

## Le matériel[3]
La grandeur à mesurer est l'écart entre le point le plus à l'arrière d'un véhicule et le point le plus à l'avant du véhicule qui le suit immédiatement, dits points de référence. Cet écart, ou interdistance, est exprimé soit par la longueur séparant les deux points de référence à un instant donné, soit par le temps s'écoulant entre les passages respectifs de ces deux points en un lieu donné. L'instrument peut indiquer la valeur de l'interdistance soit sous forme de longueur, exprimée en mètres, soit sous forme de temps, exprimé en dixièmes de seconde, soit sous ces deux formes.
Le dispositif de prise de vue doit fournir deux photographies au moins permettant de visualiser l'ensemble de la situation et d'identifier sans ambiguïté le véhicule en infraction. Pour les instruments destinés au contrôle automatique, la plaque d'immatriculation du véhicule contrôlé doit être lisible sur au moins une des photographies.
L'instrument doit permettre d'indiquer les informations concernant le lieu, la date, l'heure du contrôle, le sens de circulation et la valeur minimale imposée de l'interdistance. L'instrument ou le dispositif de prise de vue peuvent être munis d'un dispositif sélecteur permettant de prédéterminer le seuil d'interdistance à partir duquel les infractions sont relevées.

### Homologation
Le 24 avril 2008, un dispositif nommé IVIGILE-SAMI, a été homologué.
D'après le certificat d'homologation :
- ce dispositif doit être installé sur une chaussée mono-voie ne permettant pas de dépassement ;
- la vitesse doit être comprise entre 20 et 120 km/h ;
- ce dispositif doit être utilisé dans des conditions de temps sec.

### Exactitude de la mesure
La classe d'exactitude est de 20 ce qui d'après l'article 5 de l'arrêté du 19 août 2004 
 correspond à plus ou moins 20 % de la valeur mesurée.

## Les systèmes d'aide à la conduite
Des systèmes d’aide à la conduite permettent de mesurer en continu la distance de sécurité entre deux véhicules.
Les systèmes Mobileye avertissent en temps réel le conducteur par des alertes visuelles et sonores lorsque la distance avec le véhicule qui le précède est insuffisante.

## Base législative et réglementaire

### Textes de base
- Loi no 2003-495 du 12 juin 2003[6] renforçant la lutte contre la violence routière.
- Décret no 2003-642 du 11 juillet 2003[7] portant application de certaines dispositions de la loi no 2003-495 du 12 juin 2003 renforçant la lutte contre la violence routière et modifiant notamment le code pénal, le code de procédure pénale et le code de la route.
- Délibération no 03-041 du 23 septembre 2003 de la Commission nationale de l'informatique et des libertés portant avis sur un projet d'arrêté interministériel portant création d'un dispositif expérimental visant à automatiser la constatation de certaines infractions routières et l'envoi de l'avis de contravention correspondant et sur un projet d'arrêté modifiant l'arrêté du 29 juin 1992 portant création du système national des permis de conduire.
- Arrêté du 27 octobre 2003[8] portant création du système de contrôle sanction automatisé.
- Arrêté du 19 août 2004[3] relatif aux instruments de mesure de la distance entre véhicules ou ensembles de véhicules.

### Textes connexes
- Arrêté du 29 juin 1992 portant création du Système national des permis de conduire et le projet d'arrêté modificatif de cet arrêté.
- Arrêté du 20 janvier 1994 portant création du fichier national des immatriculations.
- Arrêté du 18 juillet 1994 portant création du traitement automatisé de suivi du recouvrement des amendes et des condamnations pécuniaires.